# Edward W. Eberle

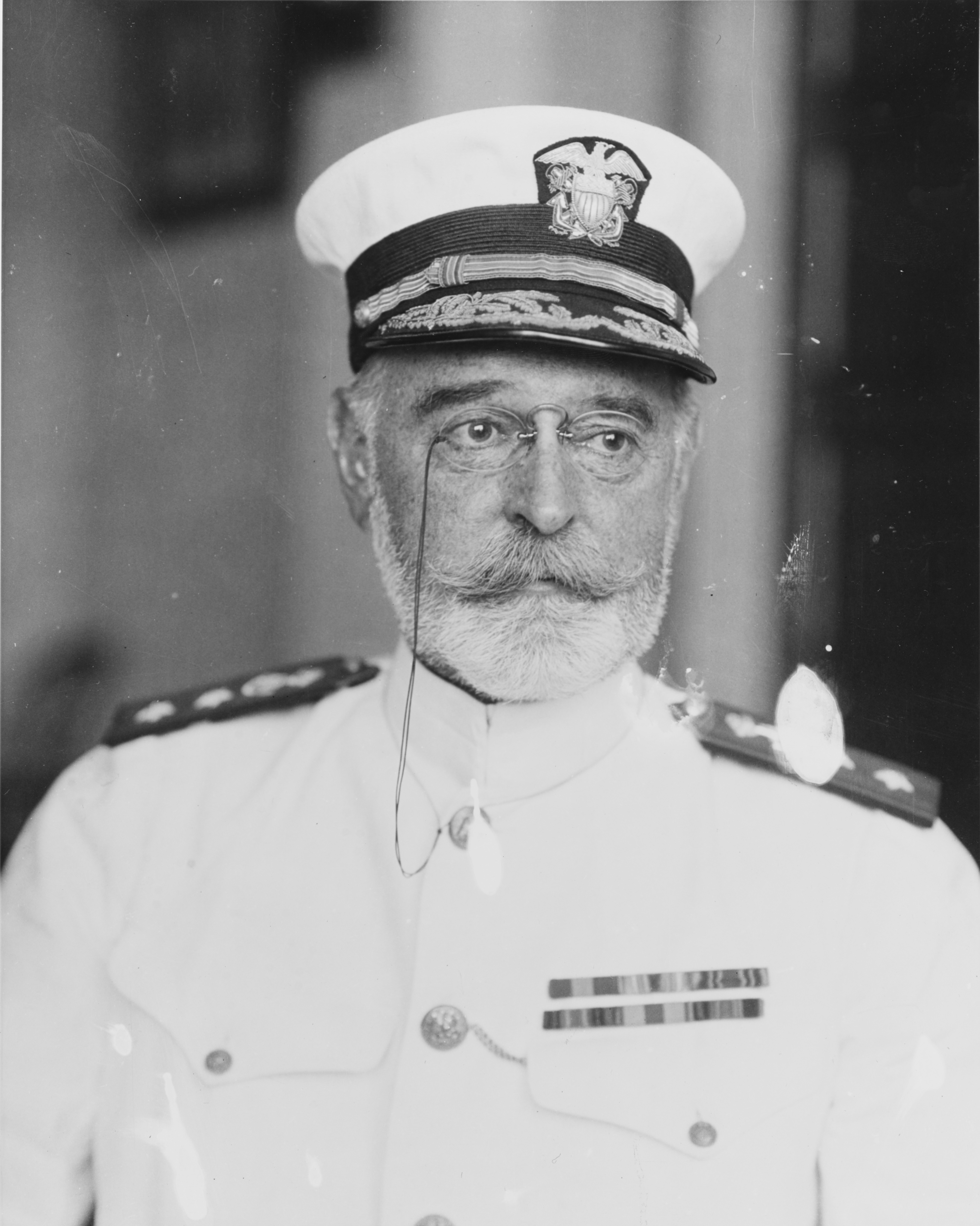
Edward W. Eberle, 1921

Edward Walter Eberle (* 17. August 1864 in Denton, Texas; † 6. Juli 1929 in Washington, D.C.) war ein US-amerikanischer Admiral und 3. Chief of Naval Operations vom 21. Juli 1923 bis 14. November 1927.
Edward Eberle, US-Amerikaner in erster Generation, erlebte während seiner Laufbahn als Offizier die Umgestaltung der US-Marine von einer kleinen, vornehmlich segelgetriebenen, Flotte aus der Zeit des Bürgerkriegs zu einer modernen und professionellen Marine mit und gestaltete diesen Aufbau maßgeblich mit. Er befasste sich besonders mit der Schiffsartillerie und verfasste das erste moderne Ausbildungshandbuch darüber. Darüber hinaus förderte er die Schiffskommunikation über Funk, den Einsatz von Nebelwänden während des Gefechts, der zum Standard für die gesamte Marine wurde, und erkannte als einer der Ersten die Bedeutung von Flugzeugen zur Erkundung und Ausschaltung von U-Booten.

## Leben
Edward Walter Eberle wurde als fünfter Sohn von Joseph Eberle, einem Schweizer Auswanderer (1846) und Offizier der Konföderierten, ursprünglich aus Walenstadt im Sarganserland in der Schweiz stammend, und seiner Frau Mary Stemler, in Denton, Texas geboren, wuchs aber in Fort Smith, Arkansas, auf, wohin seine Familie 1865 umgezogen war. Er erhielt dank der guten Verbindungen seines Vaters zu einem Kongressabgeordneten eine Einberufung zur US-Marineakademie in Annapolis, Maryland, und graduierte dort 1885.
Während der nächsten zehn Jahre diente er auf verschiedenen Schiffen und Stationen und zeigte dabei besonderes Talent für die Bordbewaffnung und die Schiffsartillerie, war aber auch an Bord der USS Albatross in der Seevermessung und -kartografierung eingesetzt (1887).
Nach fünf Jahren Dienst in asiatischen Gewässern kehrte er in die Vereinigten Staaten zurück, wurde für zwei Jahre Ausbilder an der Marineakademie und ging dann als Oberleutnant zur See (12. Juli 1896) auf das neue Schlachtschiff Oregon. Dort zeichnete er sich im Spanisch-Amerikanischen Krieg als Kommandant des vorderen – drehbaren – Geschützturms in der Schlacht von Santiago 1898 besonders aus, als er den schnellen spanischen Panzerkreuzer Cristóbal Colón wirkungsvoll beschoss, so dass dieser letztlich die Flagge strich und den Kampf einstellte (auch wenn keine direkten Treffer mit der schweren Artillerie erzielt worden waren).
Zum Kapitänleutnant befördert diente er danach als Flag Lieutenant und Adjutant des Oberbefehlshabers der Asiatischen Station, Admiral Barker, in Manila. In den ersten Jahren des 20. Jahrhunderts baute er seine Kenntnisse auf dem Gebiet der Schiffsartillerie weiter aus und wurde einer der führenden Experten auf diesem Gebiet.
Während der 14-monatigen Reise der Großen Weißen Flotte um die Welt war Eberle 1. Offizier des Schlachtschiffes USS Louisiana (1907–1908) und wurde danach Kommandant der Marineausbildungsstation in San Francisco, bis er 1910 Kapitän des Ausbildungsschiffes USS Pensacola und danach der USS Milwaukee wurde. Von 1910 bis 1911 führte er die USS Wheeling und die USS Petrel auf einer Fahrt um die Welt.
Von 1911 bis 1913 hatte er das Kommando über die neuaufgestellte Atlantik-Torpedo-Flottille und wurde 1912 zum Kapitän zur See befördert. Nach einigen weiteren Verwendungen an Bord und an Land, u. a. als Kapitän des Panzerkreuzers USS Washington, wurde er 1915 Superintendent der Marineakademie. Auf diesem Dienstposten blieb Eberle auch während des Ersten Weltkriegs. 1918 zum temporären Konteradmiral ernannt hatte er von 1919 bis 1921 das Kommando über die 5. und dann die 7. Schlachtschiff-Division der Atlantikflotte und wurde nach dem Rücktritt Admiral Rodmans im Jahre 1921 Befehlshaber der Pazifikflotte im temporären Rang eines Admirals.
Am 23. Juli 1923 ernannte ihn der Marineminister Curtis D. Wilbur, Eberles Jahrgangskamerad auf der Marineakademie, zum dritten Chief of Naval Operations CNO (Chef der Marineoperationen, das höchste operative Kommando der Marine). Seine vier Jahre in dieser Stellung waren geprägt vom Bemühen, den Umfang der Marine – trotz der durch den Washingtoner Flottenvertrag vom 6. Februar 1922 gesetzten Begrenzungen, der Sparpläne der Regierung und der politischen Angriffe auf die Marinefliegerei – aufrechtzuerhalten. Es gelang Eberle, Budgets zur Modernisierung der Schlachtschiffe, zum Aufbau einer Flotte aus acht schweren Kreuzern und zur Fertigstellung der Flugzeugträger Lexington und Saratoga zu bekommen.
Nach Ablauf seiner vierjährigen Amtszeit als CNO war Eberle bis zu seinem Ruhestand im August 1928 Vorsitzender des Exekutivkomitees des General Board of the Navy. Er starb am 6. Juli 1929 im Marinekrankenhaus in Washington, D.C. und wurde auf dem Nationalfriedhof Arlington beigesetzt.

## Heirat und Familie
Im Jahre 1889 heiratete er Tazie Harrison (1865–1924) aus San Francisco, eine Verwandte von Präsident Benjamin Harrison. Sie hatten einen Sohn, Edward Randolph Eberle (1890–1935), der ebenfalls in der US Navy diente.

## Namensgeber
Die Schiffe USS Eberle (1940) und USS Admiral E.W. Eberle (1945) sind nach ihm benannt.

## Veröffentlichungen
- Guns and Torpedo Drills for the United States Navy. Naval Institute, Annapolis MD 1900.